# 突然20岁
《突然20岁》（[20 ใหม่ ยูเทิร์นวัย หัวใจรีเทิร์น] 错误：{{Lang-xx}}：拉丁字母轉寫第 18 個字元「̒」不是拉丁字母。（帮助））是一部由CJ Major与M Pictures联合制作，阿拉亚·苏里函（Araya Suriharn）执导，黛薇卡·霍内、萨哈拉·桑卡布理查领衔主演的泰国浪漫喜剧剧情片。电影翻拍自韩国电影《奇怪的她》，于2016年11月24日在泰国上映。

## 演员阵容
- 黛薇卡·霍内 饰演 Parn
- 萨哈拉·桑卡布理查 饰演 Nutt
- 可林桑拉铺·皮木颂克朗 饰演 Boom
- 素塔缇·乌缇彩帕蒂 饰演 Bam